# Carlos Eduardo Marques
Carlos Eduardo Marques (Ajuricaba, Brasil, 18 de julio de 1987) es un futbolista profesional brasileño que juega como centrocampista. Debutó en 2007 en el Grêmio y es internacional con Brasil.

## Carrera profesional

### Grêmio
Carlos Eduardo ingresó en las categorías inferiores del Grêmio en 2003 y en 2007 fue ascendido al primer equipo, con el que realizó un gran debut. El futbolista disputó 36 partidos como titular y anotó siete goles en una temporada en la que coincidió con Lucas Leiva. Ambos llegaron con el Grêmio ha la final de la Copa Libertadores 2007, pero perdieron a doble partido con Boca Juniors. Carlos Eduardo fue titular en ambas finales.

### 1899 Hoffenheim
El 29 de agosto de 2007, el futbolista fichó por el 1899 Hoffenheim de la 2. Bundesliga por un montante total de ocho millones de euros, el récord por un fichaje en la segunda división alemana. Con el equipo alemán logró ascender en 2008 a la 1. Bundesliga por primera vez en la historia del club. El 4 de mayo de 2008 Carlos Eduardo fue suspendido con tres partidos tras propinar una patada en la cara al futbolista libanés del Colonia Roda Antar. Disputó un total de 80 partidos de liga con el 1899 Hoffenheim y marcó 18 goles entre 2007 y 2010.

### Rubin Kazán

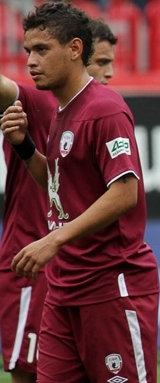
Rubin Kazan

En agosto de 2010, tras su buena actuación en el 1899 Hoffenheim, el Rubin Kazán ruso pagó 20 millones de euros al club alemán por su fichaje y un contrato de cuatro años. En noviembre de 2010, cuando sólo llevaba disputados seis partidos con el Rubin, el futbolista sufrió una grave lesión de rodilla. A comienzos de 2012, durante la preparación del Rubin en Turquía a causa de la pausa invernal en la liga rusa, Carlos Eduardo reapareció en un partido amistoso pero volvió a recaer de su larga lesión. El entrenador del Rubin, Kurban Berdyev, reconoció su error al arriesgar con el regreso del jugador a los terrenos de juego.

### Clube de Regatas do Flamengo
En enero de 2013 el medio ofensivo es nuevo jugador del Flamengo: el club brasileño llegó a un acuerdo con el Rubin Kazan para su llegada a la entidad rojinegra hasta junio de 2014. 

## Selección nacional
El 27 de octubre de 2009, Carlos Eduardo fue convocado por primera vez con la selección absoluta de Brasil.